# Floris (Iowa)
Floris és una població dels Estats Units a l'estat d'Iowa. Segons el cens del 2000 tenia 153 habitants.

## Demografia
Segons el cens del 2000, Floris tenia 153 habitants, 61 habitatges, i 42 famílies. La densitat de població era de 123,1 habitants/km².
Dels 61 habitatges en un 36,1% hi vivien nens de menys de 18 anys, en un 50,8% hi vivien parelles casades, en un 8,2% dones solteres, i en un 31,1% no eren unitats familiars. En el 26,2% dels habitatges hi vivien persones soles el 16,4% de les quals corresponia a persones de 65 anys o més que vivien soles. El nombre mitjà de persones vivint en cada habitatge era de 2,51 i el nombre mitjà de persones que vivien en cada família era de 3.
Per edats la població es repartia de la següent manera: un 28,1% tenia menys de 18 anys, un 6,5% entre 18 i 24, un 25,5% entre 25 i 44, un 24,2% de 45 a 60 i un 15,7% 65 anys o més.
L'edat mediana era de 39 anys. Per cada 100 dones de 18 o més anys hi havia 96,4 homes.
La renda mediana per habitatge era de 19.375 $ i la renda mediana per família de 27.917 $. Els homes tenien una renda mediana de 26.250 $ mentre que les dones 3.750 $. La renda per capita de la població era de 9.438 $. Entorn del 21,4% de les famílies i el 22,4% de la població estaven per davall del llindar de pobresa.

## Poblacions més properes
El següent diagrama mostra les poblacions més properes.